# Брадету (Вранча)
Брадету (рум. Brădetu) насеље је у Румунији у округу Вранча у општини Нисторешти. Oпштина се налази на надморској висини од 610 m.

## Становништво
Према подацима из 2002. године у насељу је живело 212 становника, од којих су сви румунске националности.